# 北砂
北砂（日语：／ Kitasuna */?）是東京都江東區的町名。現行行政地名為北砂一丁目至北砂七丁目。2013年8月1日為止的人口有38,585人。郵遞區號為136-0073。

## 地理
東京都江東區東部，屬城東地域內。北鄰大島，東接東砂，南連南砂，西通扇橋。町域北邊為小名木川，西邊為橫十間川。地區西部有總武本線新小岩信號場站分出的貨物支線（越中島支線）。

## 历史
明治時代，小名木川周邊因水運發展為工業地帶。北砂是大日本製糖在日本第一座近代精製糖工廠所在地。之後，東芝在太平洋戰爭前後收購土地，為東芝砂町工場，昭和40年代拆除出售。

### 地名由來
明治22年4月1日，多座新田合併，以砂村新左衛門一族開拓的砂村新田命名為砂村。大正10年6月30目，砂村改稱砂町。昭和7年10月1日，城東區成立時拆為北砂町、南砂町。昭和41～42年再拆成北砂、東砂、南砂、新砂。現在的北砂是舊八右衛門新田、治兵衛新田、久左衛門新田、大塚新田、龜高村所組成。昭和7年，成立城東區北砂町一～五丁目，昭和41年改為北砂。

## 交通

### 巴士
都營巴士行駛清洲橋通、明治通，主要前往總武線龜戶站、錦糸町站。部分行經葛西橋往江戶川區。
運行系統
- 都07系統：東陽町站、門前仲町方向/西大島站、龜戶站通、錦糸町站方向
- 錦18系統：新木場站方向/龜戶站通、錦糸町站方向（僅平日）
- 急行05系統：新木場站、日本科學未來館方向/龜戶站通、錦糸町站方面（僅周六、假日）
- 兩28系統：龜戶站、錦糸町站、兩國站方向/葛西橋、臨海車庫方向
- 龜29系統：龜戶站方向/舊葛西橋、西葛西站、渚新城方向
- 秋26系統：清澄白河站、濱町中之橋、秋葉原站方向/舊葛西橋、葛西站方向
- 門21系統：東陽町站、冬木、門前仲町方向/舊葛西橋、東大島站方向
- 龜21系統：大島站、水神森、龜戶站方向/舊葛西橋、元八幡、東陽町站方向
- 龜23系統：西大島站、龜戶站方向/南砂町站、江東高齡者醫療中心方向
- 錦28系統：西大島站、住吉站、錦糸町站方向/東砂團地、東大島站方向

### 道路、橋梁
道路
- 東京都道306號王子千住南砂町線（明治通）
- 東京都道476號南砂町吾嬬町線（丸八通）
- 東京都道10號東京浦安線支線（清洲橋通）

橋梁
- 小名木川
  - 小名木川四葉草橋
  - 進開橋
  - 丸八橋
- 橫十間川
  - 三島橋
  - 岩井橋
  - 小名木川四葉草橋

## 設施
行政
- 江東區役所砂町出張所
- 江東區役所砂町文化中心
- 江東區立砂町圖書館

教育
- 小學校
  - 江東區立北砂小學校
  - 江東區立砂町小學校
  - 江東區立小名木川小學校
  - 江東區立龜高小學校
  - 江東區立第六砂町小學校
- 中學校
  - 江東區立砂町中學校
  - 江東區立第四砂町中學校

公園
- 仙台堀川公園
- 橫十間川親水公園

防犯、防災
- 警視廳城東警察署（北砂2丁目）
- 東京消防廳城東消防署砂町出張所（北砂4丁目）

商業設施
- Ario北砂

## 備註
1. ↑  江東区の世帯と人口（住民基本台帳による） 区民部区民課 平成25年8月1日現在[永久]
2. ↑  .   [2013-07-28]. （原始内容存档于2013-07-19）.

## 外部連結
- 江東區官方網站（页面存档备份，存于）
- 砂町銀座商店街